# Laguinge-Restoue
Laguinge-Restoue en francés, Liginaga-Astüe en euskera, es una localidad y comuna francesa situada en el departamento de Pirineos Atlánticos, en la región de Aquitania y en el territorio histórico vascofrancés de Sola.

## Demografía
| Gráfica de evolución demográfica de Laguinge-Restoue entre 1800 y 2012 |
|                                                                        |

El resultado del año 1800 es la suma final de todos los datos parciales obtenidos antes de la creación de la comuna (22 de marzo de 1842).
Fuentes: Ldh/EHESS/Cassini e INSEE.